# Banksia

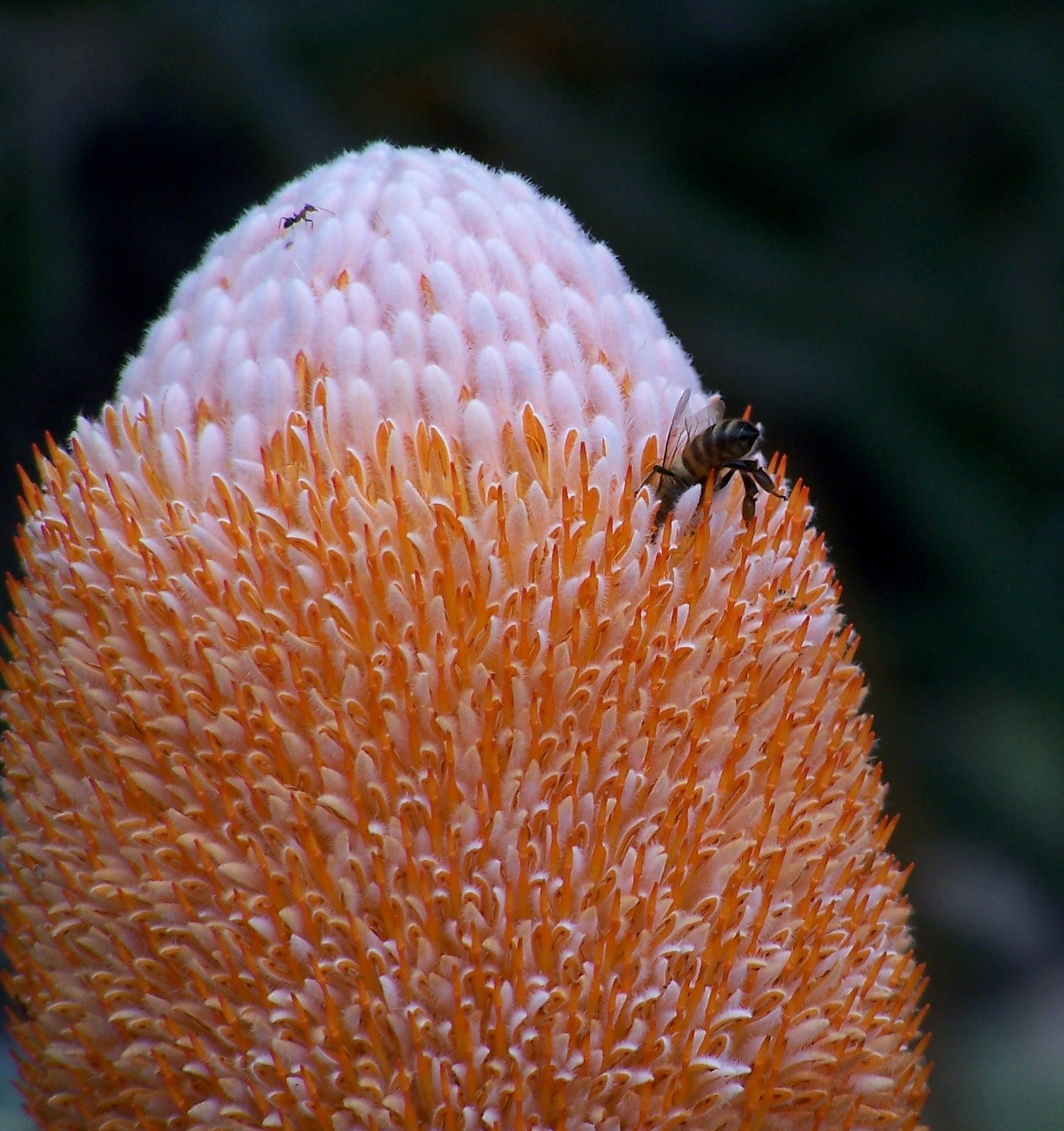
Inflorescescencia de Banksia prionotes, en Reabold Hill, Bold Park, Floreat, WA

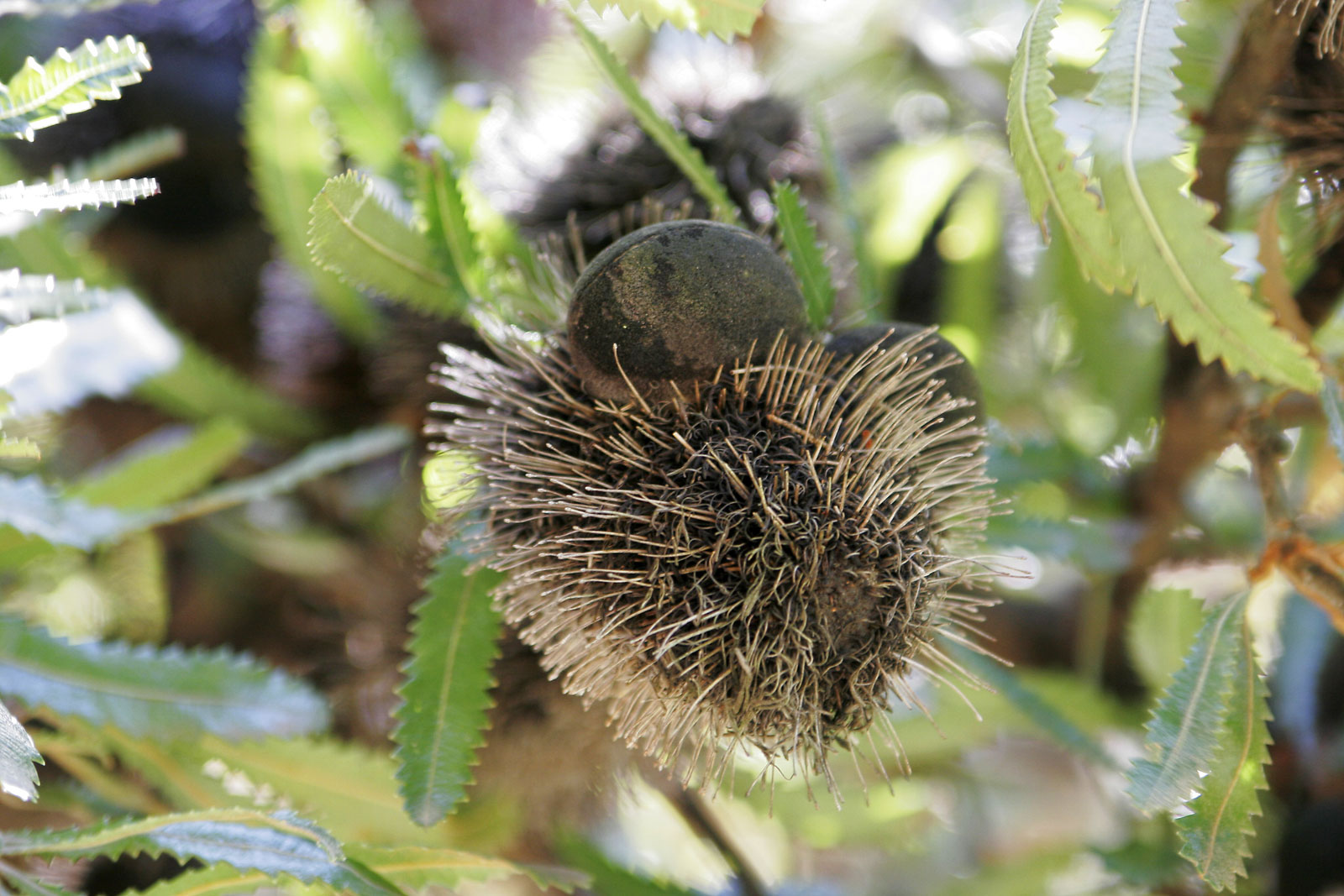
Cono con semillas de Banksia.

Banksia es un género de unas 80 especies de plantas de la familia Proteaceae. Son nativas de Australia; se encuentran por todo el territorio australiano, preferentemente en las áreas más áridas. Se reconocen fácilmente por sus puntos característicos de la flor y "conos que dan fruto". Banksia es una flor silvestre australiana bien conocida y también una planta de jardín muy popular. Se los conoce comúnmente como  banksias o árboles australianos de madreselva.

## Descripción
Las banksias crecen o bien como árboles o como arbustos leñosos. Las especies de los mayores árboles, banksia de costa, B. integrifolia, y banksia de río, B. seminuda, crecen unos 15 metros de altura, y pueden llegar hasta los 25 m de altura. Las especies de banksia que crecen como  arbustos son generalmente erguidos, pero hay también varias especies que tienen un  porte pequeño, con ramas a nivel del suelo o debajo del suelo.
Las hojas de Banksia varían grandemente según la especie. Los tamaños varían desde el estrecho, 1 cm por 1 cm de largo de la banksia hoja de brezo, (B. ericifolia ), a las grandes hojas de la banksia toro, B. grandis, que pueden tener hasta 45 cm de longitud.  La mayoría de las especies tienen hojas de bordes serrados, pero unas pocas como B. integrifolia no.  Las hojas se distribuyen a lo largo de las ramas en espirales irregulares, pero en algunas especies están agrupadas en verticilos.
Las banksias se reconocen fácilmente por su característica flor, y las estructuras fructíferas arboladas que aparecen después de la floración. La flor consiste en un eje arbolado central con una capa peluda; generalmente se sostiene erguido, pero cuelga para abajo en algunas especies. Este eje se cubre en pares apretados de  flores, unidos al eje perpendicularmente. Una sola inflorescencia puede contener más de mil flores.
Las flores de banksia son generalmente de un  color amarillo pálido, pero también se encuentran en naranja, rojo y rosa.  El color de las flores está determinado por el color de las partes del periantio y a menudo por el estilo.  El estilo es mucho más largo que el periantio, y está atrapado en su inicio por las piezas superiores del periantio. Estos se lanzan gradualmente durante días, de la tapa al fondo o del fondo a la tapa. Cuando los estilos y las piezas del periantio son de diversos colores, el efecto visual resulta en el  cambio de color que varía a lo largo de la espiga.
A medida que la espiga floral envejece, la parte ascendente de la flor se seca y cambia a un color marrón oscuro. En una determinada especie, las viejas piezas de la flor se pierden, revelando el eje peludo; en otros, las viejas piezas de la flor pueden persistir durante muchos años, dando a las espigas un aspecto melenudo. Las viejas espigas de la flor se refieren comúnmente como "conos", aunque no son propiamente conos, pues estos solamente se encuentran en coníferas y cycas.
A pesar del gran tamaño de la espiga de la flor y el número enorme de flores por espiga, solamente un número muy pequeño de flores desarrollan el fruto, y en una cierta especie una espiga de flor no cuajará a menudo ningún fruto de ninguna de sus flores. El fruto de Banksia es un folículo leñoso encajado en el "cono". Estos consisten en dos valvas horizontales que encierran firmemente las semillas. El folículo se abre para lanzar la semilla a lo largo de la sutura, y en una cierta especie las fracturas de cada válvula también. En una determinada especie los folículos se abren tan pronto como la semilla madura, pero en la mayoría de las especies la mayoría de los folículos se abren solamente después de ser estimulados de cerca por el fuego. Cada folículo contiene generalmente dos semillas pequeñas, cada uno con un ala con tacto de papel que la hace girar cuando caen a tierra.

## Distribución yhábitat
Todas excepto una de las especies de Banksia  son endémicas de Australia.  La excepción es la banksia tropical, B. dentata, que se encuentra en el norte de Australia, y en las islas del norte, incluidas Nueva Guinea y las Islas Aru. Las otras especies se encuentran en dos regiones geográficas distintas :  sudoeste de Australia Occidental y este de  Australia.  El sudoeste de Australia Occidental es el mayor centro de biodiversidad; las tres cuartas partes de las especies de Banksia se encuentran solamente allí.  El este de Australia tiene pocas  especies, pero entre estas se encuentran las mejor conocidas y las más ampliamente distribuidas, incluida la banksia de la costa, B. integrifolia, y la banksia plateada, B. marginata.
La gran mayoría de Banksia se desarrollan mejor en suelos arenosos, y el resto, solamente uno, prefiere el suelo rocoso. La banksia de río, B. seminuda es excepcional por su  preferencia por suelos ricos en limos a lo largo de los cursos de agua. La mayoría se encuentran en zonas cálidas o bosques bajos, pero B. seminuda y B. integrifolia ambas crecen en bosques espesos. La mayoría de las especies no crecen bien cerca de la costa, y  pocas especies, incluida B. rosserae y B. elderiana, se encuentran en áreas  áridas. La mayoría de las especies del este de Australia sobreviven en tierras altas pero de las del oeste de Australia la "Stirling Range banksia", B. solandri, sobrevive en grandes altitudes.

## Ecología

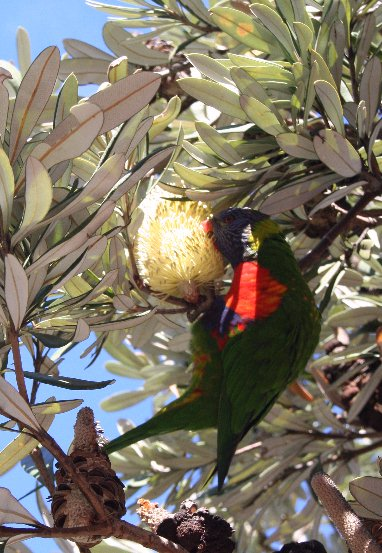
Loro arcoíris(Trichoglossus haematodus) alimentándose en Banksia integrifolia var. integrifolia, Waverley, Nueva Gales del Sur.

Las Banksia son grandes productoras de néctar, y por esto son una fuente de alimento muy importante de animales nectaríferos, incluidos pequeños pájaros llamados en general melifágidos y pequeños mamíferos tales como los marsupiales  falangero mielero, y zarigüella pigmea, y algunos murciélagos.  Muchos de estos animales tienen un papel importante en la polinización de Banksia.
Otra fauna asociada incluye a las larvas de polillas y gorgojos, que se alojan dentro de los "conos" para comer las semillas y para pasar la fase de pupa en los folículos; y pájaros como la cacatúas, que desgarran los "conos" para comer tanto las semillas como las larvas de insectos.
Un cierto número de especies de Banksia se consideran raras o en peligro de extinción. Entre estas se incluyen la Feather-leaved Banksia, B. brownii; la  Banksia Matchstick, B. cuneata; Good's Banksia, B. goodii; la Wagin Banksia, B. oligantha; la Banksia Pino, B. tricuspis; y la Banksia Granito, B. verticillata.

### Respuesta al fuego

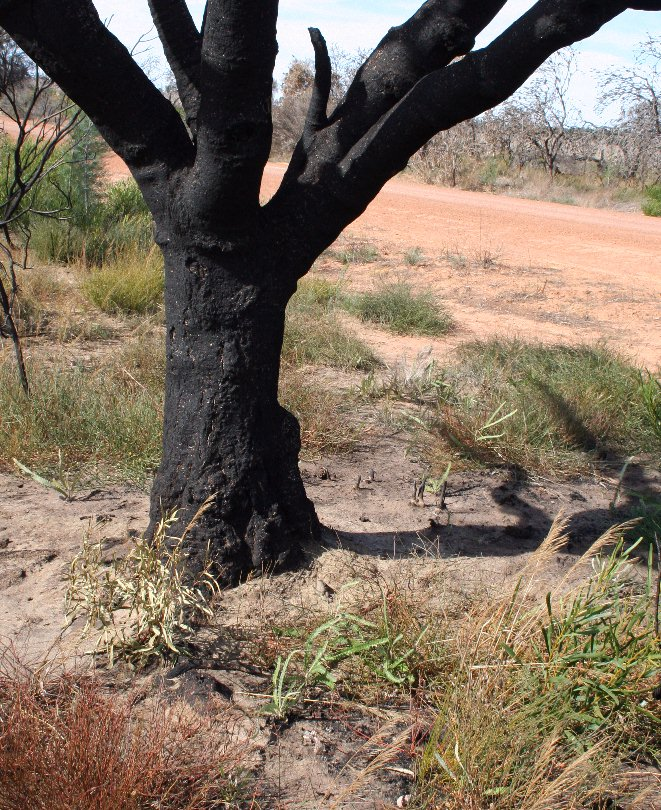
Brotes de Banksia prionotes después del fuego, Burma Road Nature Reserve, WA.

Las plantas de Banksia están adaptadas de un modo natural a la presencia de fuegos regulares del matorral del campo australiano.  En un fuego, normalmente la mitad de los ejemplares de Banksia mueren, pero se regeneran rápidamente por semillas, pues el fuego también estimula la germinación de las semillas que se encuentran en el suelo, y se requiere el calor para que se puedan abrir los folículos de los viejos conos que envuelven a la semilla. Las otras especies normalmente sobreviven a la quema del matorral, o porque tienen una corteza gruesa que protege al tronco del fuego, o porque tienen  lignotúberculos de los que pueden surgir vástagos después del fuego. En la Australia occidental, el primer grupo de plantas  se conocen como sembradoras, mientras que el segundo se conocen como retalladoras.

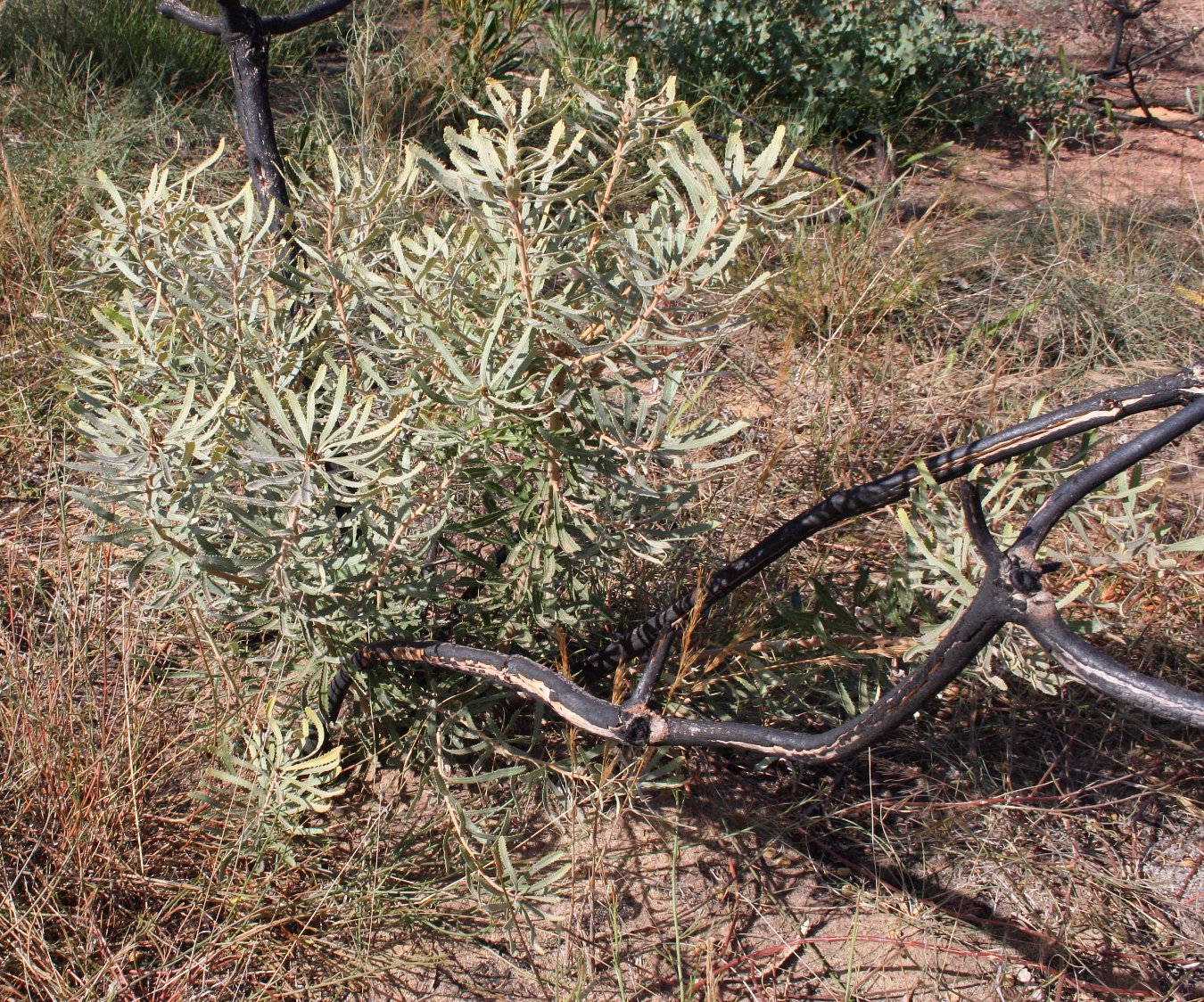
Brotes de Banksia attenuata después de un fuego, Burma Road Nature Reserve, WA.

Los incendios forestales que no sean muy frecuentes y a intervalos, no amenazan el medio ambiente gravemente (y de hecho benefician la regeneración de las poblaciones de banksia).  Sin embargo, fuegos demasiados frecuentes pueden reducir seriamente la población de banksias al matar las plántulas en desarrollo después de un fuego anterior sin haber tenido la oportunidad de alcanzar la madurez para producir sus propias semillas. Muchos incendios cerca de áreas urbanas están provocados por pirómanos, y una frecuencia tan elevada como nunca anteriormente al asentamiento humano había ocurrido.  
Lo que es más, muchos residentes de áreas cerca de los arbustos, presionan a las autoridades locales para quemar de manera controlada las zonas próximas a las casas para que cuando haya un incendio en el matorral no haya materia inflamable junto a las casas. 
Desafortunadamente hay discrepancias a la hora de fijar la frecuencia de las quemas entre estos grupos y los grupos conservacionistas. Lo ideal es el fuego prescripto.

### "Dieback"
Otra amenaza de las banksias es el oomiceto Phytophthora cinnamomi, comúnmente conocido como  "dieback" (muerte de bosques), que produce podredumbre en las raíces.  Las raíces proteoides de Banksia' le ayudan a sobrevivir en suelos bajos en nutrientes, también al mismo tiempo les hacen susceptibles en gran medida a enfermedades. Todas las especies del oeste de Australia son susceptibles al dieback, si bien la mayoría de las especies del este son resistentes.
Phytophthora cinnamomi prospera en condiciones de calor y humedad, tales como se dan en la costa del este subtropical y muchas áreas urbanas de Australia donde se riegan los jardines (especialmente en verano).

## Clasificación y taxonomía
El género Banksia fue descrito por vez primera por Carlos Linneo el joven en abril de 1782 en la  publicación Supplementum Plantarum systematis vegetabilium; desde que el nombre completo del género es  "Banksia L.f."  

### Etimología
El nombre del género fue dado en honor del botánico inglés Sir Joseph Banks, quién colectó el primer espécimen de Banksia  en 1770, durante la primera expedición de James Cook. 
El nombre Banksia de hecho ya se había publicado en 1775 como Banksia J.R.Forst. & G.Forst., refiriéndose al género actualmente conocido como Pimelia.  A pesar de esta reclamación anterior, por Linneo en 1800, su uso fue aceptado de forma generalizada. El nombre fue puesto en tela de juicio en 1891 por Kuntze, quien propuso el nombre Sirmuellera, pero sin éxito.  En 1940, Banksia L.f. fue formalmente conservado frente a  Banksia J.R.Forst. & G.Forst por Sprague.
El número exacto de especies de Banksia es tema de controversia.  En sinopsis más recientes, George (1999), enumera 76 especies. Desde que se ha publicado una nueva especie, B. rosserae, Olde & Marriott, 2002, ha aumentado su número a 77.  Sin embargo George (1999) propone rangos subespecíficos para cuatro taxones que previamente se promovieron a especies por Kevin Thiele y el Prof. Pauline Ladiges en su análisis de 1996 cladistico del género.  Algunos herbarios de Australia siguen clasificando   estos taxas como especies, reconociendo 81 especies, siguiendo a Thiele & Ladiges (1996). Sin embargo Harden (2002) reconoce la especie B. cunninghamii Sieber ex Rchb., aunque George (1999) y Thiele & Ladiges (1996) la consideran una subespecie de B. spinulosa.  Finalmente, B. paludosa subsp. astrolux se encuentra en revisión y probablemente pronto será elevada al rango de especie. 
El género Banksia se encuentra dividido en dos subgéneros: Banksia subg. Isostylis y Banksia subg. Banksia. El antiguo subgénero contiene tres especies estrechamente relacionadas, todas ellas del oeste de Australia, que tienen racimos florales en forma de cabezuela en vez de las características espigas florales de Banksia'.  Las cabezas florales de Banksia subg. Isostylis son superficialmente similares a las de las especies de Dryandra, y se acepta que el subgénero es un eslabón de la evolución a Dryandra.  El otro subgénero, Banksia subg. Banksia, contiene las especies sobrantes, todas ellas con la característica flor en espiga de Banksia.

### Relaciones dentro de Proteaceae
El género Banksia y el género estrechamente relacionado Dryandra forman la subtribu Banksiinae dentro de la tribu Banksieae. Las últimas investigaciones moleculares  sugieren que Dryandra debería de estar incluida en Banksia.
La tribu Banksieae también contiene el pequeño género Musgravea y Austromuellera que se encuentran en las selvas del norte de Queensland.

## Usos y referencias culturales
Muchas especies de Banksia son plantas populares de jardín en Australia debido a sus inflorescencias grandes y llamativas y porque la gran  cantidad de néctar que produce atrae a pájaros y pequeños mamíferos. Las especies populares de jardín incluyen el Wallum banksia, B. aemula, el banksia sierra, B. serrata, y el  cultivar Banksia 'velas gigantes'.  Las especies de Banksia se propagan principalmente por semilla y en los hogares los esquejes pueden dificultar su floración.  Los viveros comerciales utilizan extensivamente este último método. Requieren poco mantenimiento, mientras las condiciones apropiadas son (proporcionar lugar soleado y suelo arenoso drenado mediante un pozo y se riegan durante los meses secos hasta que se haya enraizado, lo que puede tomar hasta dos años). Si se abona, solamente a baja intensidad, debe utilizarse fertilizante bajo en fósforo, pues las raíces  proteoides son sensibles a los niveles de saturación de abono fosfórico en el suelo.
La mayoría de las especies son arbustos, solo pocas especies se pueden encontrar como árboles y estos son muy populares por su tamaño. Las especies de mayor altura son: B. integrifolia de la cual su subespecie B. integrifolia subsp. monticola resalta por ser la banksia más grande de todas y por ser la más tolerante a las heladas del género, B. seminuda, B. littoralis, B. serrata; entre las especies que pueden crecer como árboles pequeños o grandes arbustos: B. grandis, B. prionotes, B. marginata, B. coccinea B. speciosa y B. menziesii. Debido a su talla esas especies son muy populares plantadas en parques, jardines y calles, las especies restantes son solo arbustos.
Con la excepción de la industria de los viveros, Banksia tiene un uso comercial limitado. Algunas especies (principalmente B. coccinea, B. baxteri, B. hookeriana, B. sceptrum, B. speciosa y B. menziesii) se cultivan en granjas para flor, y sus cabezas florales recolectadas para el comercio de flor cortada. Su néctar lo liban las abejas, no dando una gran calidad de miel, que frecuentemente es pobre, sino porque estos árboles suministran una abundante fuente de néctar en un periodo en el que otras fuentes escasean. 
La madera de Banksia  es de color rojo con un grano atractivo, pero se utiliza raramente porque se comba seriamente durante el secado. Se utiliza ocasionalmente con fines  ornamentales, tales como el panelado de madera de los gabinetes, y también se ha utilizado para hacer pequeños botes.  Los "conos grandes" de B..grandis se rebanan en forma de plancha y se venden como posavasos para turistas internacionales. 
Los aborígenes australianos del suroeste de Australia aspiran en las flores de la espiga para obtener el néctar. También comen las flores que recogen de los árboles.

## Galería de imágenes

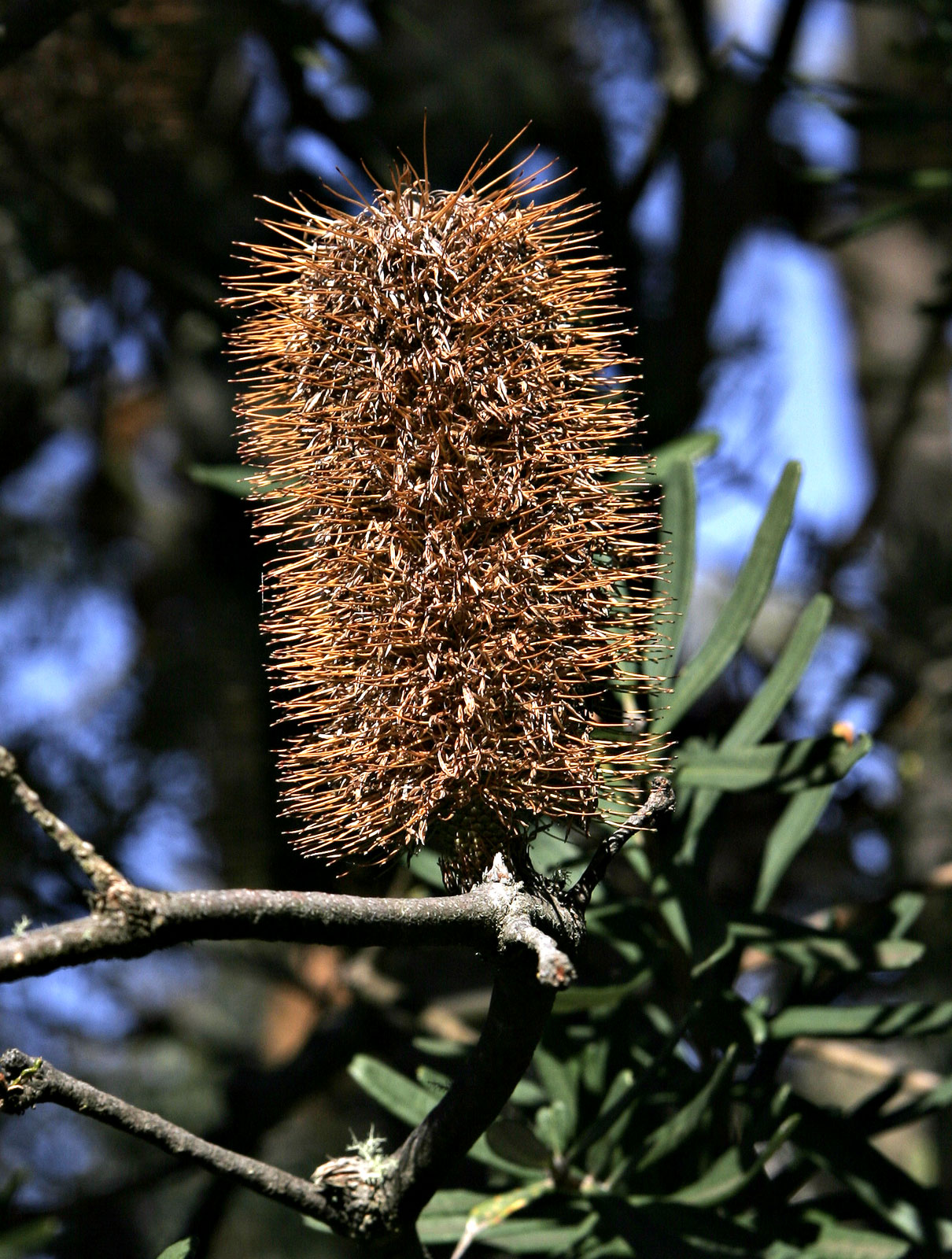
Espiga seca de banksia
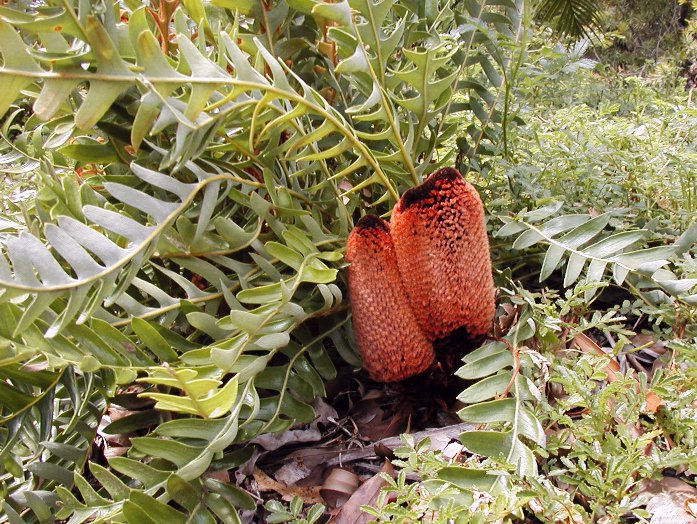
Dos conos de Banksia blechnifolia, Maranoa Gardens, North Balwyn, Victoria
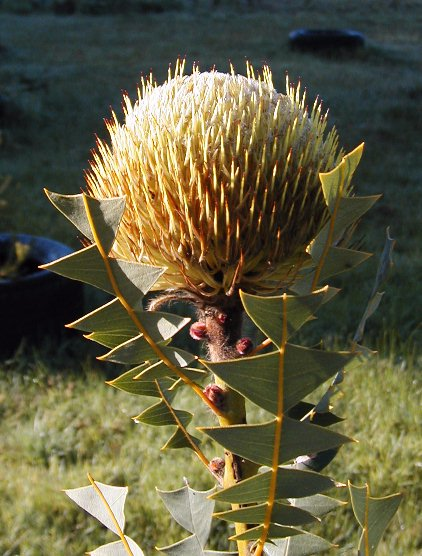
Banksia baxteri, cultivada cerca de Colac, Victoria
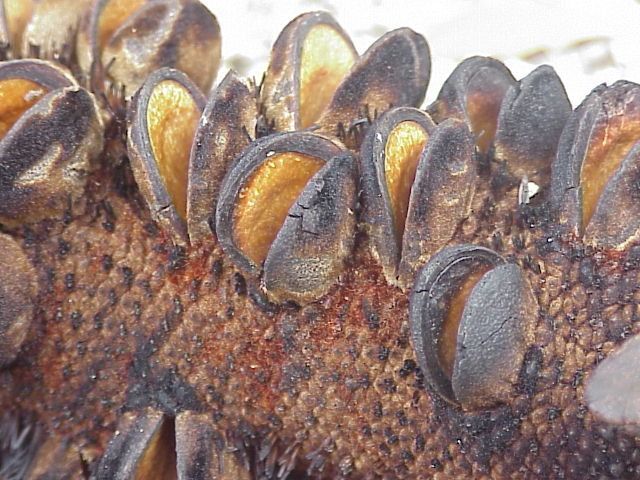
Primer plano de cono con los folículos abiertos de Banksia Sierra, (Banksia serrata), la especie tipo del género Banksia.